# Ytterträsket (Byske socken, Västerbotten)
Ytterträsket är en sjö i Skellefteå kommun i Västerbotten och ingår i Åbyälvens huvudavrinningsområde. Sjön har en area på 0,1 kvadratkilometer och ligger 77 meter över havet. Sjön avvattnas av vattendraget Rismyrbäcken. Vid provfiske har abborre, gers och gädda fångats i sjön.

## Delavrinningsområde
Ytterträsket ingår i det delavrinningsområde (723407-175476) som SMHI kallar för Utloppet av Ytterträsket. Medelhöjden är 83 meter över havet och ytan är 0,79 kvadratkilometer. Det finns inga avrinningsområden uppströms utan avrinningsområdet är högsta punkten. Rismyrbäcken som avvattnar avrinningsområdet har biflödesordning 2, vilket innebär att vattnet flödar genom totalt 2 vattendrag innan det når havet efter 16 kilometer. Avrinningsområdet består mestadels av skog (74 procent). Avrinningsområdet har 0,1 kvadratkilometer vattenytor vilket ger det en sjöprocent på 12,5 procent.